# Пенабили
Пенабѝбили (на италиански: Pennabilli, на местен диалект la Pénna, ла Пена) е малко градче и община в северна Италия, провинция Римини, регион Емилия-Романя. Разположено е на 629 m надморска височина. Населението на общината е 3002 души (към 2010 г.).
Общината се намира в географския район горна Валмарекия.

## История
Общината Пенабили е част от провинция Пезаро и Урбино, регион Марке до 2009 г., когато участва в провинция Римини.